# L’Écho des Savanes
L’Écho des Savanes ist ein französisches Comicmagazin für Erwachsene.
Das Heft wurde 1972 von den ehemaligen Pilote-Zeichnern Marcel Gotlieb, Nikita Mandryka und Claire Bretécher gegründet. Der Gründung ging ein Zerwürfnis zwischen den Zeichnern und Pilote-Chefredakteur René Goscinny voraus. Dieser lehnte beispielsweise die Veröffentlichung einer Folge der Serie Concombre Masqué von Nikita Mandryka ab.

Die Gründer im Jahr 1973
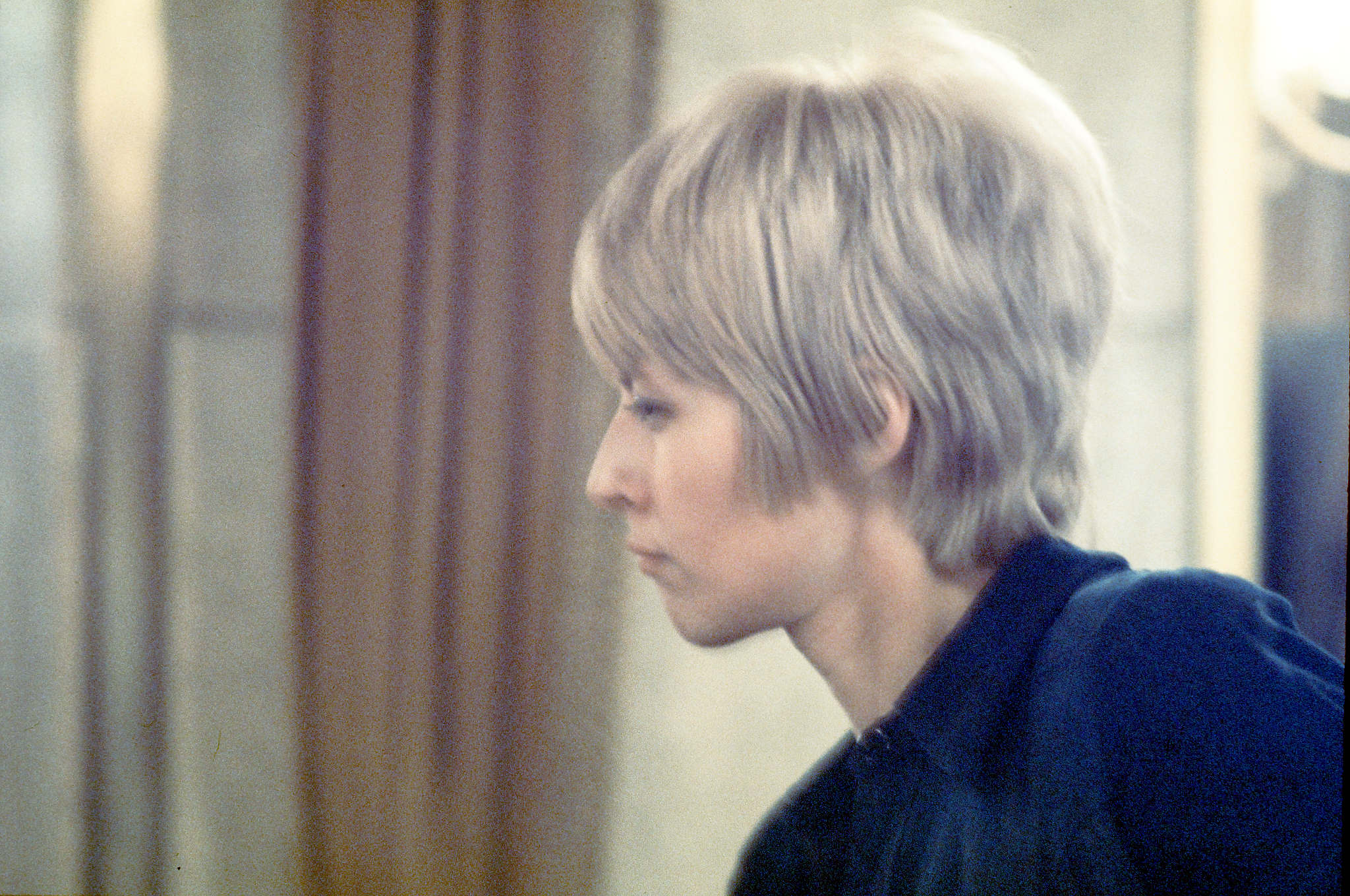
Claire Bretécher
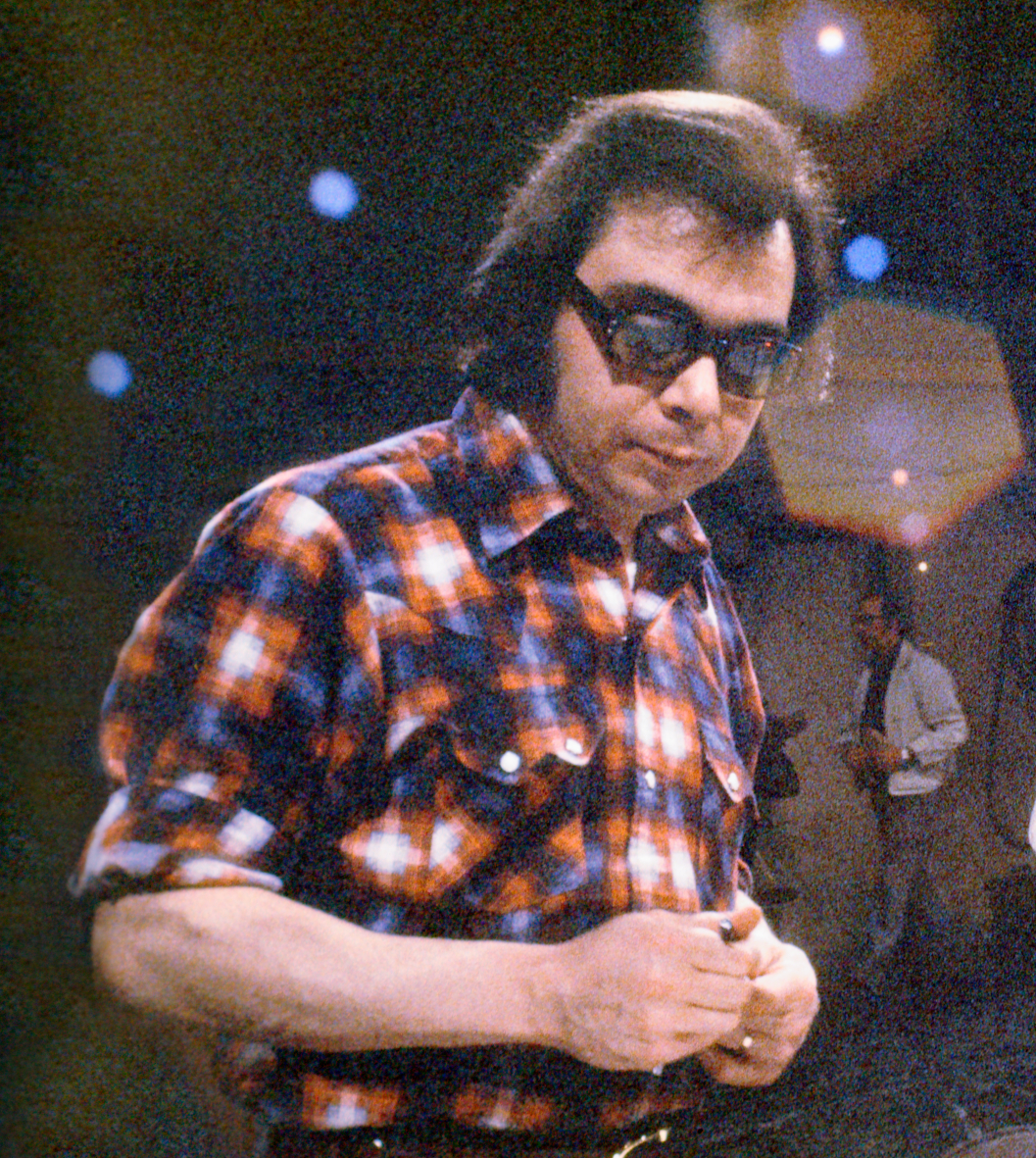
Marcel Gotlib
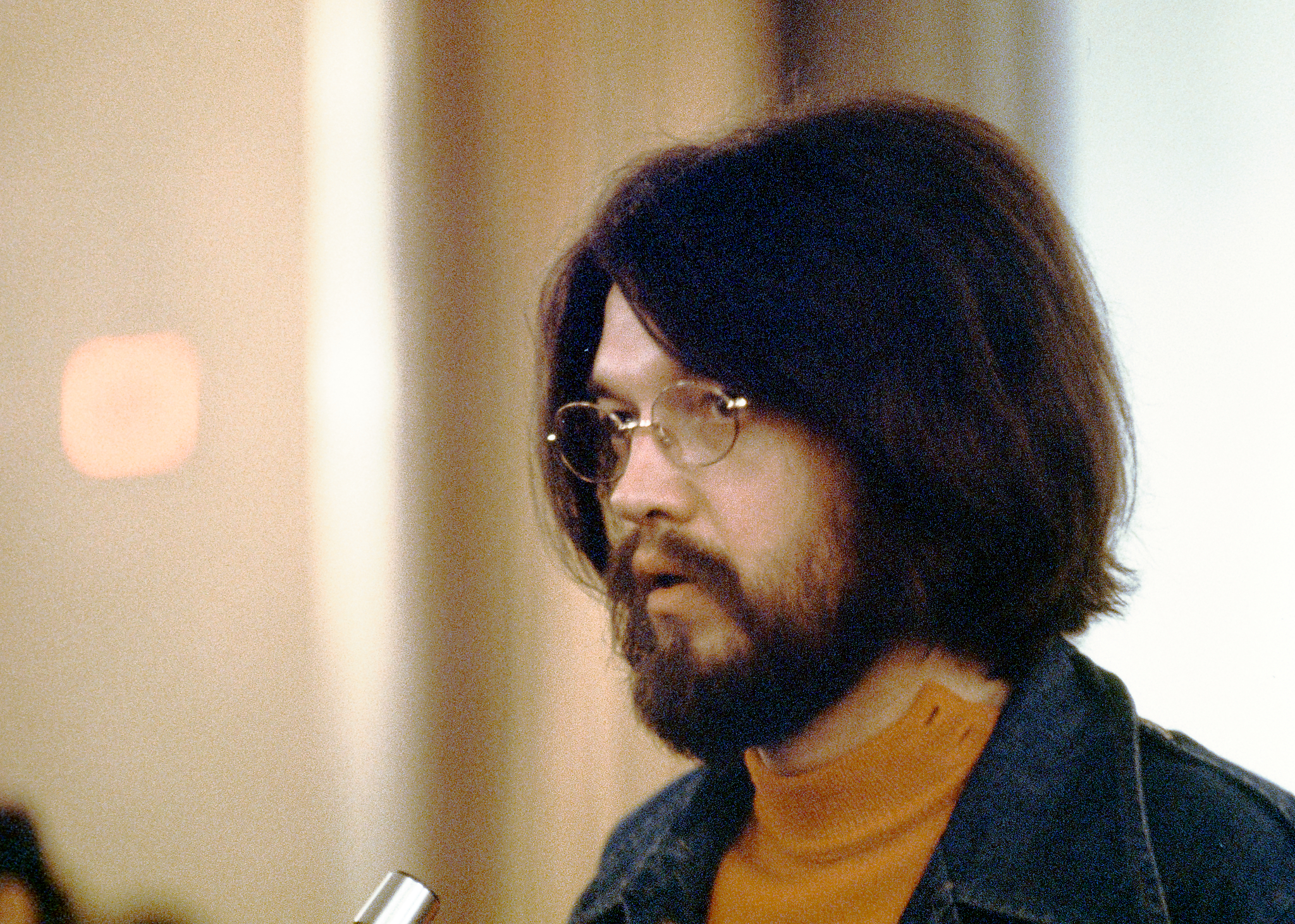
Nikita Mandrika

Waren in den ersten Ausgaben ausschließlich die Werke der drei Gründer zu finden, kamen ab 1974 weitere Künstler, auch aus dem Ausland, hinzu. Ab 1976 erschien das Magazin monatlich. Es wurde zur ersten erfolgreichen Abspaltung von Pilote. Ihm folgte 1975 das Magazin Métal Hurlant, das ebenfalls von ehemaligen Pilote-Künstlern gegründet wurde. Im gleichen Jahr stieg Marcel Gotlieb bei L’Écho des Savanes aus und gründete Fluide Glacial.
Nachdem in den 1980er Jahren die französischen Comicmagazine in die Krise gekommen waren, veröffentlichte L’Écho des Savanes nur noch wenige Comics zwischen schlüpfrigen Fotostorys, so Andreas C. Knigge. 2006 wurde die reguläre Herausgabe beendet, ab 2008 veröffentlichte der Verlag Glénat monatlich, seit 2011 zweimonatlich neue Ausgaben.